# Sárgaszegélyű csíkbogár
A sárgaszegélyű vagy szegélyes csíkbogár (Dytiscus marginalis) a rovarok (Insecta) osztályának bogarak (Coleoptera) rendjébe, ezen belül a csíkbogárfélék (Dytiscidae) családjába tartozó faj.
Nemének a típusfaja.

## Előfordulása
A sárgaszegélyű csíkbogár Európában és Ázsia északi részén mindenütt gyakori.

## Megjelenése
Ennek a csíkbogárfajnak 27-35 milliméter hosszú teste áramvonalas. Hátulsó lábain hosszú úszóserték találhatók, a hím elülső lábain nagy, kerek tapadókorongok vannak. Felsőteste sima és fényes, a nőstény mindegyik szárnyfedőjén mintegy 10 mély barázda látható. Színe feketés-barna, zöldes csillogással. Az előtor hátát széles sárga szegély veszi körül, a szárnyfedők oldalt sárga szegélyűek.
A sárgaszegélyű csíkbogár lárvájának hossza körülbelül 6 centiméter. Feje elöl kiszélesedik. A tőr alakú rágókban finom csatorna húzódik, amely a rágó csúcsa közelében nyílik a szabadba. Lábain úszóserték találhatók. Hátsó testének vége elkeskenyedik, az utolsó szelvény csőszerűen megnyúlt csúcsán 2 légzőnyílás (stigma) van.

## Életmódja
Ez az élőlény nagyobb állóvizek és halastavak lakója. Tápláléka vízirovarok és kétéltűek lárvái. A fiatal halivadékot is megtámadja. Eme csíkbogár lárvájának tápláléka kizárólag élő rovarlárvák, ebihalak és kishalak. Rágóit a zsákmányba vájva a csatornán át tripszintartalmú folyadékot fecskendez áldozatába, megbénítja, és az emésztést is megkezdi. A feloldott testtartalmat a lárva rágóival felszívja.

## Képek

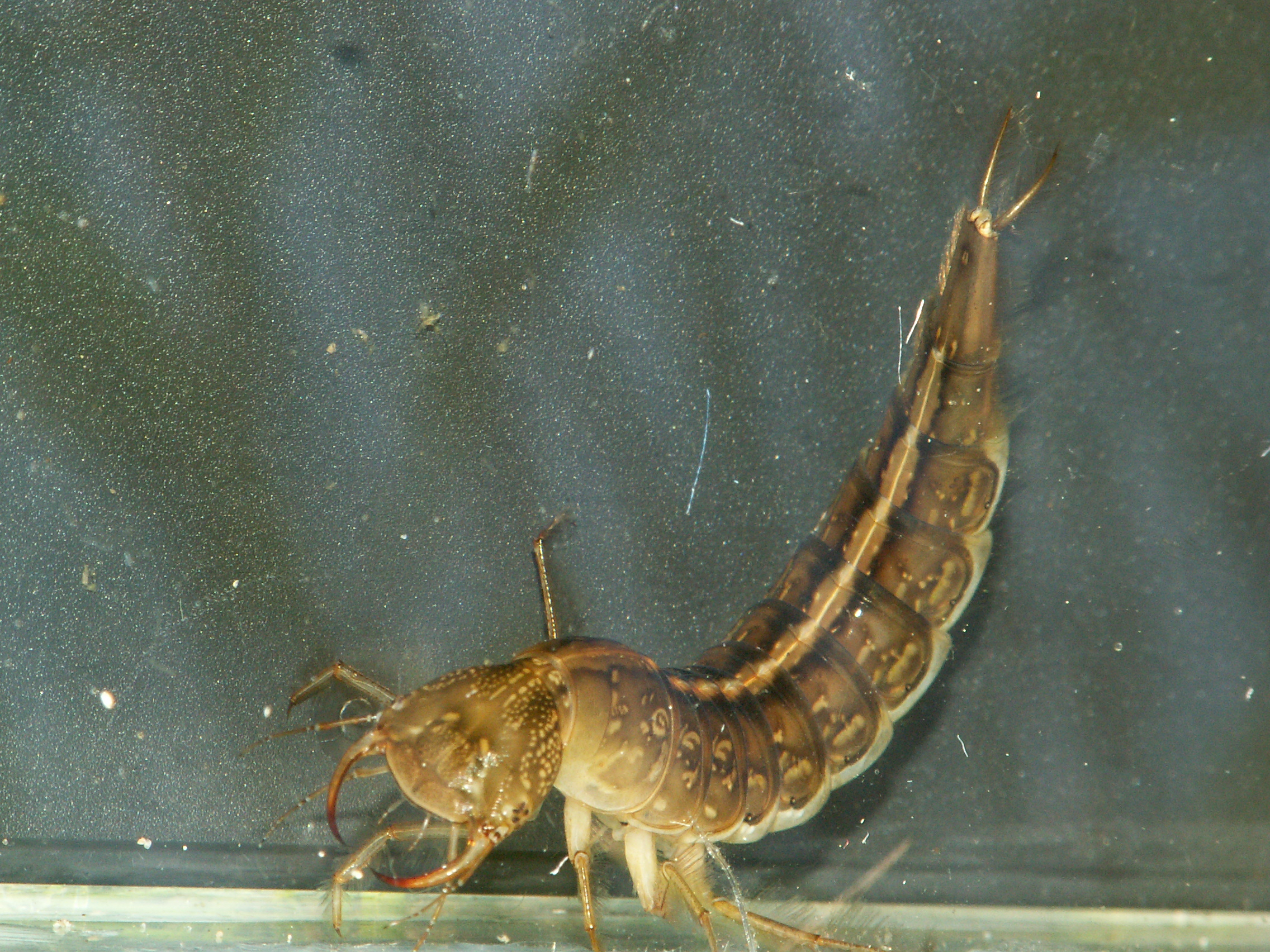
Sárgaszegélyű csíkbogár lárva
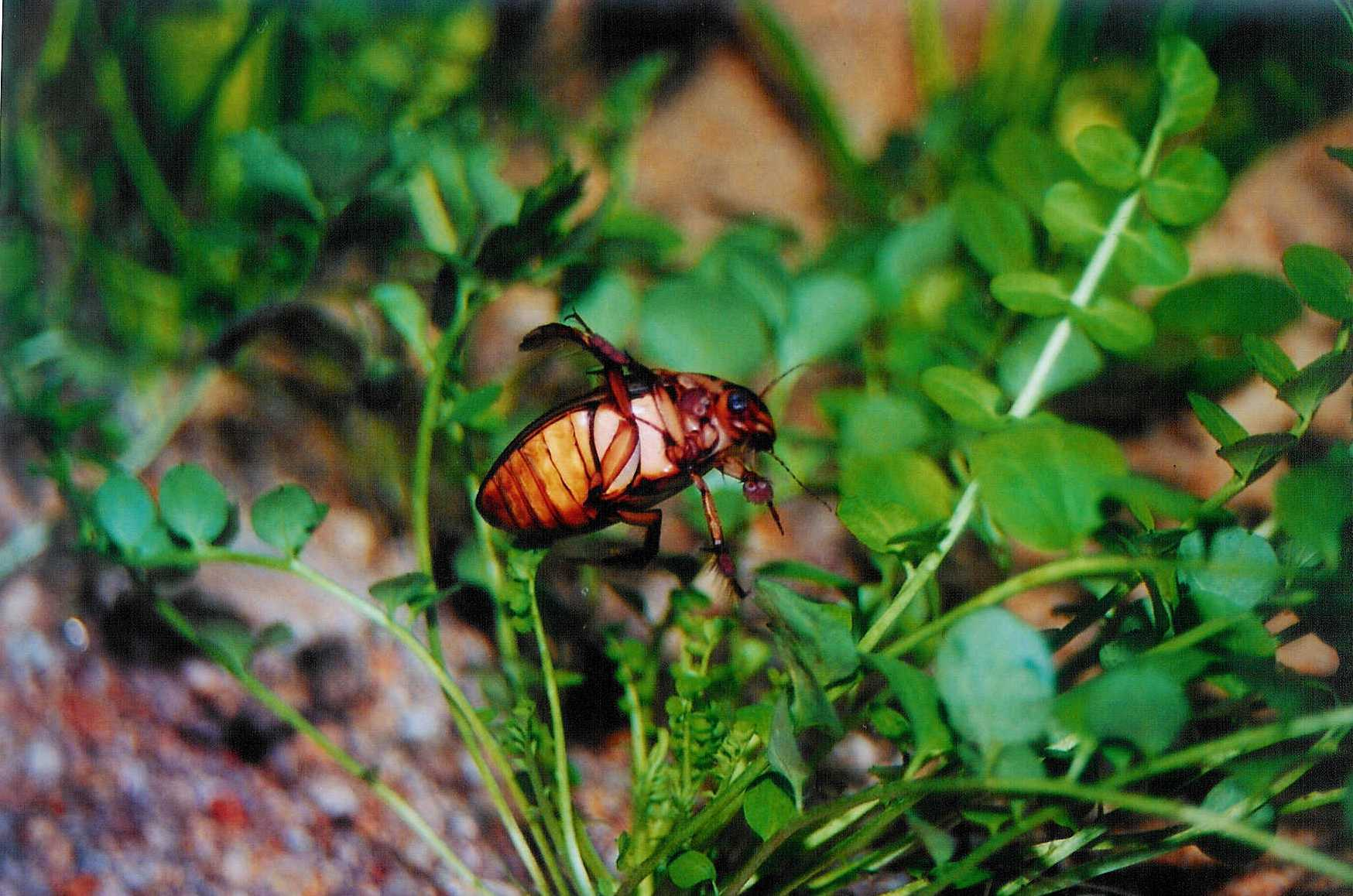
Vízinövények között
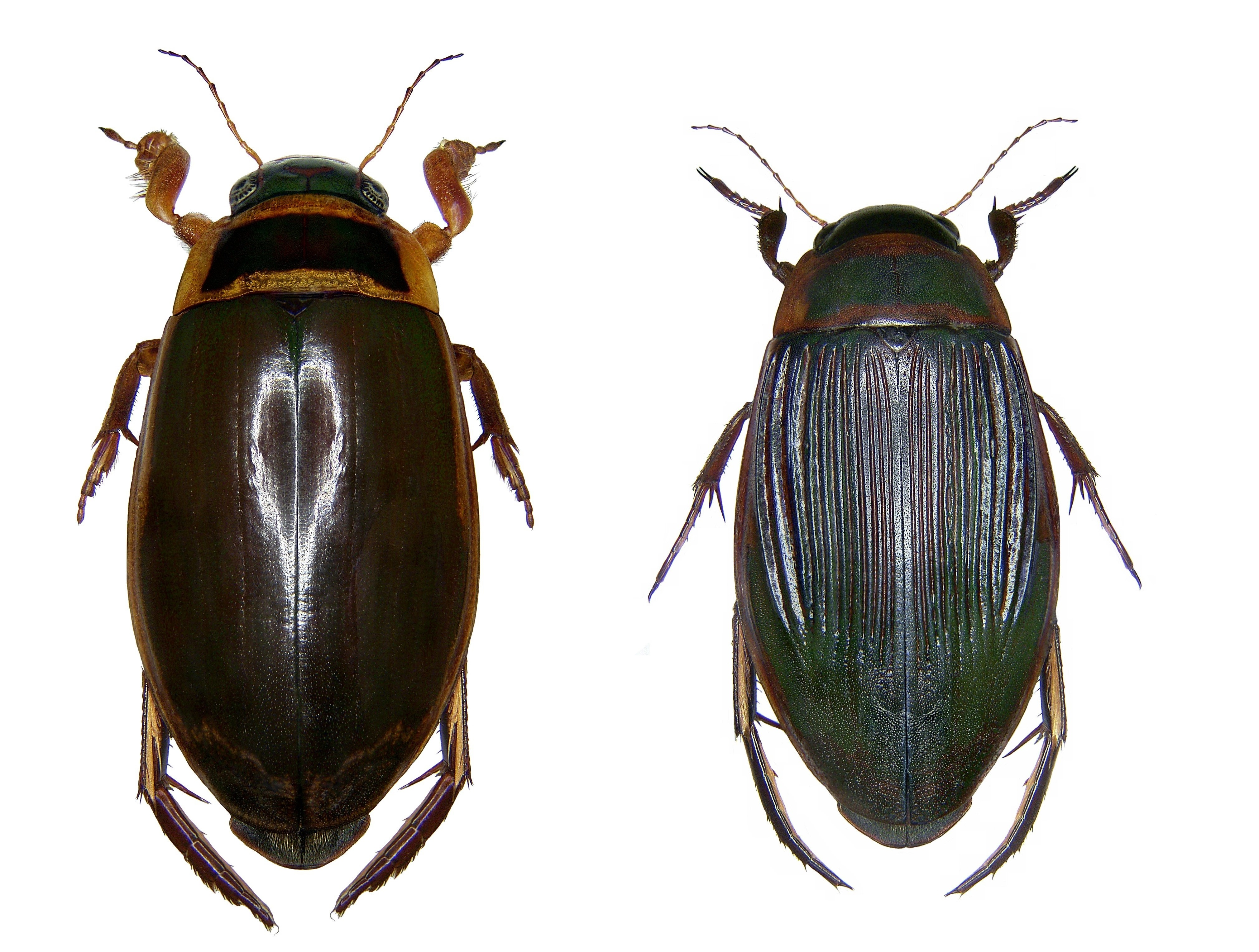
Hím és nőstény segélyes csíkbogár
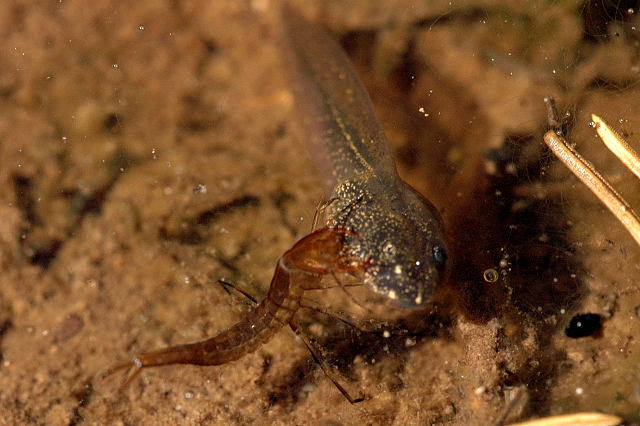
Csíkbogár lárva támadáskor